# 7 Blades
7 Blades là một trò chơi điện tử dành cho hệ máy PlayStation 2 thuộc thể loại hành động phiêu lưu giả tưởng 1 người chơi lấy nội dung chính về samurai do hãng Konami đồng phát triển và phát hành lần đầu tại Nhật Bản vào ngày 21 tháng 12 năm 2000 với tên gọi Seven Blades. Phiên bản dành cho thị trường châu Âu được phát hành vào ngày 28 tháng 9 năm 2001.
Game lấy ý tưởng từ bộ phim ZIPANG năm 1990 của đạo diễn Kaizo Hayashi.

## Cốt truyện
Lấy bối cảnh Nhật Bản vào thế kỷ 18 ở một hòn đảo mang tên Dejima. Nhân vật chính là Gokurakumaru, một người lính đánh thuê hung dữ và chẳng mấy hứng thú với chuyện đàn bà, con gái. Cùng đồng hành với anh là cô người yêu thợ săn tiền thưởng (Oyuri) và người bạn thân (Togizo). Game mô tả cuộc hành trình trừ gian diệt bạo của nhóm Gokurakumaru.

## Nhân vật
Jigoku Gokurakumaru (地獄極楽丸 Địa Ngục Lạc Cực Hoàn)
Lồng tiếng bởi: Chihiro Suzuki
Nhân vật nam chính do người chơi điều khiển, là thợ săn tiền thưởng chuyên sử dụng 7 thanh katana làm vũ khí tấn công, có tình cảm đặc biệt với Oyuri.
Tebbou Oyuri (鉄砲お百合 Thiết Pháo Bách Hợp)
Lồng tiếng bởi: Yoshida Konami
Nhân vật nữ chính do người chơi điều khiển, cũng là thợ săn tiền thưởng, sử dụng một khẩu súng nhỏ làm vũ khí để tự vệ.
Togizo (砥ぎ蔵 Chỉ Táng)
Lồng tiếng bởi: Saitou Mizuki
Bạn thân của Gokurakumaru, luôn mang theo một thanh kiếm được mài bén nhọn bên mình.
Hattori Hanzou (服部半蔵 Phục Bộ Bán Táng)
Lồng tiếng bởi: Nobuyuki Hiyama
Thủ lĩnh nhóm Ninja Tokugawa.
Inyoushi (陰陽師 Âm Dương Sư)
Lồng tiếng bởi: Tobe Kouji
Một pháp sư có âm mưu tiêu diệt toàn bộ người dân nước Nhật Bản nhằm thiết lập sự thống trị của giáo phái Hoàng Kim.
Himika (ヒミカ)
Lồng tiếng bởi: Kouda Kaho
Một kỹ nữ có cảm tình với Gokurakumaru.
Ougonou (黄金王 Hoàng Kim Vương)
Giáo chủ của giáo phái Hoàng Kim, trang bị một bộ giáp trụ đầy mình, luôn tôn sùng nữ thần của giáo phái Hoàng Kim.

## Bài hát mở đầu
- 『LOVE WILL SEE US THROUGH』 (tạm dịch: Tình yêu sẽ xuyên qua chúng ta)
Ca sĩ trình bày: Kubo Sayaka

## Tiểu thuyết
- 7BLADES ― Jigoku Gokurakumaru to Tebbou Oyuri (セブンブレイズ ― 地獄極楽丸と鉄砲お百合 Thất Kiếm ― Địa Ngục Lạc Cực Hoàn và Thiết Pháo Bách Hợp?) (Tác giả: Sakaki Ryousuke (榊涼介 Thần Lương Giới?), Bản thảo: Kaizo Hayashi, Minh họa: Konami)
ISBN 978-4840217637
Dengeki Bunko (do Media Work phát hành).